# روبرت بربور جونسون
روبرت بربور جونسون (بالإنجليزية: Robert Barbour Johnson)‏ (1907 - 1987)؛ روائي أمريكي.